# منشية الغربي
قرية منشية الغربي هي إحدى القرى التابعة لمركز تمي الأمديد في محافظة الدقهلية في جمهورية مصر العربية. حسب إحصاءات سنة 2006، بلغ إجمالي السكان في منشية الغربي 932 نسمة، منهم 505 رجل و427 امرأة.